# D. Harika
D. Harika (Dronavalli Harika, Telugu: ద్రోణవల్లి హారిక; * 12. Januar 1991 in Gorantla, Distrikt Anantapur) ist eine indische Schachgroßmeisterin.

## Leben
Harika hat das Schachspiel von ihrem Vater Ramesh mit acht Jahren gelernt. Sie hatte schon als Mädchen und Jugendspielerin eine ausgezeichnete Bilanz. So gewann Harika sechsmal eine Medaille bei den Weltmeisterschaften der weiblichen Jugend, dreimal war sie Weltmeisterin: Sie war U10-Zweite in Oropesa del Mar (2000), U12-Zweite in Oropesa del Mar (2001), U12-Dritte in Iraklio (2002), U14-Weltmeisterin in Iraklio (2004), U18-Weltmeisterin in Batumi (2006) und U20-Weltmeisterin in Gaziantep (2008). Weitere Erfolge: 2.–4. Platz bei der 33. indischen Frauenmeisterschaft (2006) und 1. Platz bei der 36. indischen Frauenmeisterschaft in Chennai (2009). Bei der Frauenweltmeisterschaft 2010 in Antakya kam sie in der ersten Runde weiter gegen Kruttika Nadig mit 1,5:0,5, in der zweiten Runde gegen Tatjana Schadrina 2:0, in der dritten Runde gegen Marija Musytschuk 4:3 und schied in der vierten Runde (Viertelfinale) gegen Ruan Lufei mit 1,5:2.5 aus. Bei der Schachweltmeisterschaft der Frauen 2012 erreichte sie das Halbfinale und qualifizierte sich damit für die nächste Schachweltmeisterschaft der Frauen, die ursprünglich 2014 stattfinden sollte, aber dann verschoben wurde.
Harika wurde 2007 zum Internationalen Meister ernannt, die erforderlichen Normen erreichte sie im April 2003 bei der Meisterschaft des Commonwealth in Mumbai, im August 2003 bei der asiatischen Frauenmeisterschaft in Kozhikode, im Januar 2004 beim WIN TV-Open in Chennai sowie im Dezember 2006 bei der indischen Einzelmeisterschaft in Valsad. Harika trägt den Großmeister-Titel (GM) seit Oktober 2011. Die erforderlichen Normen erzielte sie beim Reyjavik Open im Februar und März 2010, beim International Open im August 2010 in Kavala sowie bei einem Frauen-Einladungsturnier im Juli 2011 in Hangzhou.

## Nationalmannschaft
Harika gehört seit 2003 der indischen Nationalmannschaft der Frauen an und nahm mit dieser an den Schacholympiaden 2004, 2006, 2008, 2010, 2012, 2014 2016 und 2018, den Mannschaftsweltmeisterschaften 2009, 2011, 2015 und 2017, den asiatischen Mannschaftsmeisterschaften 2003, 2008, 2009, 2012, 2014 und 2016, dem Schachwettbewerb der Asienspiele 2010 und den Schachwettbewerben der Hallen-Asienspiele 2007 und 2009 teil.

## Vereine
Harika spielte bei der chinesischen Mannschaftsmeisterschaft 2008 für Tianjin Nankai University, 2011 und 2012 für Chengdu Bank, 2013 und 2016 für Shandong Gree, 2015 für den Meister Beijing North Olympics, 2017 für Hangzhou und 2018 für den Meister Shanghai Mobile China. Am European Club Cup der Frauen nahm sie 2008 mit Ekonomist-SGSEU-1 Saratow (für die sie im selben Jahr auch bei der russischen Mannschaftsmeisterschaft der Frauen spielte), 2009 bis 2013 mit MIKA Jerewan und 2017 mit Nona Batumi teil. Mit der Mannschaft siegte Harika 2017, erreichte 2012 den zweiten, 2010 und 2011 jeweils den dritten Platz, in der Einzelwertung erzielte sie 2008 das beste und 2010 das zweitbeste Ergebnis jeweils am zweiten Brett.

## Auszeichnungen
Sie wurde mit dem Arjuna Award 2007/2008 ausgezeichnet. Den Orden Padma Shri erhielt sie 2019.